# All for His Sake
All for His Sake è un cortometraggio muto del 1914 diretto da Charles J. Brabin.

## Produzione
Il film fu prodotto dalla Edison Company.

## Distribuzione
Distribuito dalla General Film Company, il film - un cortometraggio in due bobine - uscì nelle sale cinematografiche statunitensi il 20 febbraio 1914.